# El Terrero, Durango
El Terrero är en ort i Mexiko.   Den ligger i kommunen San Juan del Río och delstaten Durango, i den centrala delen av landet, 800 km nordväst om huvudstaden Mexico City. El Terrero ligger 1 721 meter över havet och antalet invånare är 248.
Terrängen runt El Terrero är platt västerut, men österut är den kuperad. Runt El Terrero är det glesbefolkat, med 8 invånare per kvadratkilometer. Närmaste större samhälle är San Juan del Rio, 2,0 km nordost om El Terrero. Omgivningarna runt El Terrero är i huvudsak ett öppet busklandskap.